# Dečko kojem se žurilo
Dečko kojem se žurilo, hrvatski dokumentarni film iz 2001. godine autorice Biljane Čakić-Veselič. Snimljen je u produkciji Factuma na DVCamu, 35 mm. Film je sudjelovao na više od dvadeset svjetskih festivala. Spada u najbolje hrvatske dokumentarce s početka tisućljeća. Treća je priča u dokumentarnome ciklusu Poljima smrti.

## Radnja
Film je osobna pripovijest autorice dokumentarca čiji je brat nestao tijekom velikosrpske agresije 1991. godine. Redateljica je pošla u potragu za njime i dokumentarni film se bavi time. Tragična autoričina pripovijest nastavak je svoje vrste prijašnje obiteljske tragedije, jer je autoričin djed ubijen u Drugome svjetskom ratu, a baka je cijeloga života čekala da se on vrati.

## Nagrade i priznanja
Film je prikazan i nagrađen na više festivala, a ističu se:
- Hrvatski kandidat za nagradu Oscar u kategoriji dokumentarnog filma 2001.
- Dani hrvatskog filma 2001. – Grand prix, najbolji dokumentarni film, najbolja režija, Zlatna Uljanica;
- Godišnja Nagrada Vladimir Nazor za filmsku umjetnost
- See Docs, Dubrovnik  – prva nagrada
- The Images Festival Toronto – najbolji međunarodni film
- Humanity in the World Festival 2003, Stockholm  - Srebrna diploma